# Паршино (Волгоградская область)
Па́ршино или Па́ршин — разъезд в Чернышковском районе Волгоградской области. Входит в состав Чернышковского городского поселения.

## История
В соответствии с Законом Волгоградской области № 976-ОД от 22 декабря 2004 года разъезд вошёл в состав Чернышковского городского поселения.

## География
Географическое положение
Разъезд Паршино расположен примерно в 12 км к северо-востоку от посёлка городского типа Чернышковский,
в 11 км к северо-востоку расположена станция Обливская.. Ближайшие населённые пункты — хутора Ярской и Лагутин. Севернее разъезда протекает река Чир.

## Население
| 2010 |
| ---- |
| 5    |

## Инфраструктура
В населённом пункте находится остановочный пункт Паршин Приволжской железной дороги.

## Транспорт
железнодорожный транспорт.